# Chantier naval Sudomekh
Le chantier naval Sudomekh a été créé au cours des années 1930, en tant que chantier naval spécialisé dans les sous-marins, à Leningrad en URSS, probablement à partir des installations du chantier naval de l'Amirauté adjacent. Il a été désigné usine n° 196 lorsque les Soviétiques ont numéroté toutes leurs usines en 1936. Le chantier naval a été endommagé pendant la Seconde Guerre mondiale, mais il a été réparé et il est devenu l’un des principaux centres de production de sous-marins soviétiques pendant la guerre froide. Il a été fusionné avec le chantier naval de l’Amirauté en 1970.